# 가톨릭 다카마쓰 교구
다카마쓰 교구(일본어: カトリック高松教区, 라틴어: Dioecesis Takamatsuensis)는 일본 시코쿠 일원의 사목을 담당하던 로마 가톨릭교회의 폐지된 교구이다.
2023년 8월 15일 오사카대교구에 통합되어 폐지되었다.

## 연혁
- 1904년 1월 27일 오사카 교구에서 시코쿠 4현(토쿠시마, 코우치, 카가와, 에히메)을 분리하여, 시코쿠 지목구로 설립되어 스페인의 도미니코회(로사리오 관할구역)에 위탁되었다.
- 1904년 2월 26일, 조세 알바레스 신부가 초대 지목구장에 임명되었다.
- 1931년, 알바레스 신부가 병사하여, 데·라·호스신부가 후임으로 임명되었다
- 1935년, 페레스 신부가 지목구장에 임명되었다.
- 1940년, 페레스 신부가 지목구장을 사임하였다
- 1941년, 오사카 교구장 타구치 야시고로 주교가 지목구장을 겸임했다.
- 1949년, 지목구청을 도쿠시마시에서 다카마쓰시로 옮겼다.
- 1963년 9월 13일, 시코쿠 지목구가 교구로 승격해 다카마쓰 교구가 되었다.
- 1963년 10월 20일, 다나카 신부가 주교로 서품되어 초대 교구장으로 취임하였다.
- 1977년, 다나카 주교는 신병으로 교구장직을 사임하였다.
- 1977년 9월 23일, 후카오리 신부가 주교로 서품되어 교구장으로 취임했다.
- 2004년 5월, 후카오리 주교가 정년이 되어 은퇴했다.
- 2004년 7월 19일, 센다이 교구의 미조베 주교가 다카마쓰 교구장으로 전임되었다.
- 2011년 3월 25일, 미조베 주교가 은퇴하였으며, 후임으로 에이지로 수와 신부가 교구장에 임명되었다.

## 관할 구역
가가와현(香川), 에히메현(愛媛), 도쿠시마현(徳島), 고치현(高知)

## 역대 지목구장
- 1대 알바레즈 조세 몬시뇰(ALVAREZ, Jose) (1904-1931)
- 2대 데 라호즈 토마스 몬시뇰(DE LA HOZ, Thomas) (1931-1935)
- 3대 페레즈 모데스토 몬시뇰(PEREZ, Modesto) (1935-1940)

## 역대 교구장
- 초대 다나카 에이키치(프란치스코) 주교 (田中英吉, 1963.09.13 – 1977)
- 2대 후카오리 사토시(요셉) 주교 (深堀 敏, 1977.07.07 – 2004.05.14)
- 3대 미조베 오사무(프란치스코 자비에르) 주교 (溝部脩, 2004.05.14-2011.03.25)
- 4대 에이지로 수와(요한)주교 (諏訪榮治郎, 2011.03.25 -)